# 古山春司郎

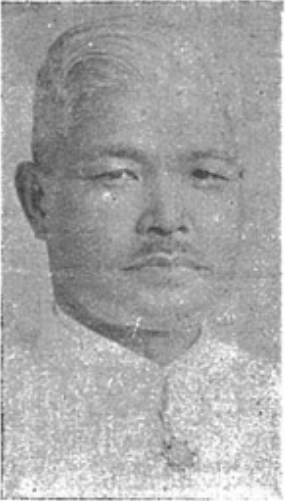
古山春司郎

古山 春司郎（ふるやま はるしろう、1883年（明治16年）1月16日 - 1953年（昭和28年）5月11日）は、日本の検事。弓道家。

## 経歴
千葉県上埴生郡豊栄村（現在の長生郡長南町）出身。1912年（明治45年）、東京帝国大学法科大学独法科を卒業し、司法官試補となる。鹿児島地方裁判所予備判事、大分地方裁判所・大分区裁判所判事を経て、1916年（大正5年）に検事に転じ、名古屋地方裁判所・名古屋区裁判所検事、岐阜地方裁判所・岐阜区裁判所検事、甲府地方裁判所・甲府区裁判所検事、東京地方裁判所・東京区裁判所検事、横浜地方裁判所検事、東京控訴院検事、長崎控訴院検事を歴任した。
その後、台湾総督府法院検事となり、台北地方法院検察官長、高等法院検察官長を務めた。
1942年（昭和17年）に退官した後は台湾総督府評議員に就任した。
弓道家としては、1935年（昭和10年）5月、大日本武徳会弓道教士。武徳会台湾地方本部講師などを務めた。